# The Most Gigantic Lying Mouth of All Time
The Most Gigantic Lying Mouth of All Time (TMGLMOAT) — DVD-фильм рок-группы Radiohead, посвящённый их шестому студийному альбому Hail to the Thief. Выпущен 1 декабря 2004 года.
В фильме в основном представлены клипы, созданные различными людьми на песни Radiohead с альбомов OK Computer, Kid A, Amnesiac и непосредственно Hail to the Thief, причём песни с последнего альбома присутствуют практически все. Также есть официальное видео на песню I Might Be Wrong (Amnesiac), интервью Эда О’Брайана и Тома Йорка, состоящее их двух частей.
The Most Gigantic Lying Mouth Of All Time — четвёртый полноценный DVD группы, следующий за документальным фильмом Meeting People Is Easy, выпущенным в 1999 году.
По словам самой группы, это фильм, состоящий из 24 отдельных мини-фильмов. Четыре из них были выложены в интернет, остальные двадцать издавались впервые.